# Pont ferroviaire de Dumbarton
Le pont ferroviaire de Dumbarton (en anglais : Dumbarton Rail Bridge) se trouve juste au sud du pont routier de Dumbarton, en Californie, aux États-Unis. Construit en 1910, le pont ferroviaire est le premier pont à franchir la baie de San Francisco, raccourcissant la distance ferroviaire entre Oakland et San Francisco d'environ 42 km.
L'exploitation ferroviaire du pont cesse en 1982, année durant laquelle il est franchi par le dernier train de marchandises. Depuis 1991, la réouverture de la ligne au trafic voyageurs est envisagée, afin de soulager le trafic sur les ponts routiers. Cette réouverture permettrait de relier plus rapidement le réseau Caltrain, circulant sur la péninsule de San Francisco, à l'ACE, au BART et au Capitol Corridor, circulant dans l'East Bay. Toutefois, cela nécessiterait un remplacement complet du pont existant, dont une partie construite en bois, à l'ouest, est détruite par un incendie probablement criminel en 1998.

## Histoire

### Origine
Le Dumbarton Rail Bridge est initialement désigné comme Dumbarton Point Bridge ou, simplement, Dumbarton Bridge (pont de Dumbarton). Il constitue l'ouvrage d'art principal du Dumbarton Cut-off (raccourci ferroviaire de Dumbarton). Son principal promoteur est Edward Henry Harriman.
Avant sa construction, le trafic de marchandises transcontinental est déchargé à Oakland et transporté par voie maritime jusqu'à San Franciso. Les actions préliminaires à la construction du pont sont réalisées en 1904, avec l'acquisition des terrains nécessaires à Dumbarton Point, ainsi que l'intégration de la Central California Railway Company, créée par plusieurs agents de la Southern Pacific, dans le seul but de construire une ligne ferroviaire de Newark à San Mateo.
Il y a par ailleurs une certaine opposition au pont de la part de certains acteurs locaux. Ainsi, lorsque le Corps du génie de l'armée des États-Unis tient une audience publique en août 1906 invitant le public à commenter le projet, Henry Rengstorff fait valoir que le pont entraverait le trafic maritime, alors que ce dernier restait nécessaire comme itinéraire alternatif en cas de grève des chemins de fer ou de catastrophe naturelle, comme le récent tremblement de terre. Le projet est cependant approuvé. L'une des conditions imposées à la Southern Pacific pour l'octroi du permis de construire était que le raccourci serait ouvert à toutes les compagnies de chemin de fer, bien qu'en tant que propriétaire, Southern Pacific serait autorisé à facturer un péage.

### Construction (1907-1910)
Les travaux du pont à tréteaux, servant d'approche au pont côté Est, sont presque terminés à la fin de 1907. La difficulté majeure de construction du pont était la construction des fondations de la structure métallique au-dessus de la baie de San Francisco, en raison du courant impétueux et des approches terrestres marécageuses,. Les voies sont posées de Niles à Dumbarton à partir de la fin de 1906, et de l'autre côté de la baie, les voies sont posées entre Redwood City et l'approche occidentale du pont en 1908.
La raccourci ferroviaire de Dumbarton comprend un deuxième pont majeur, à l'est du pont ferroviaire de Dumbarton. Ce pont tournant enjambe le Newark Slough. Sa construction s'est achevée en mai 1908.
La construction du pont de Dumbarton, quant à elle, devait initialement s'achever à la mi-1907, puis en mars 1909. Mais elle ne s'est achevée qu'en juin 1910. 
L'ouverture de la liaison ferroviaire, à la même date, a offert à San Francisco une liaison ferroviaire transcontinentale plus directe pour le fret et le service passagers, en évitant les détours par Santa Clara et San Jose. Juste avant son ouverture, le San Francisco Call a décrit la gare ferroviaire de passagers existante du Pacifique Sud, alors située à Third et Townsend comme « notoirement inadéquate », militant pour la construction d'une nouvelle gare plus proche de Market Street.
À l'époque de son ouverture, ce pont était l'ouvrage le plus cher jamais construit en Californie. Newark a célébré le début du service ferroviaire avec un pique-nique.

### Exploitation (1910-1982)

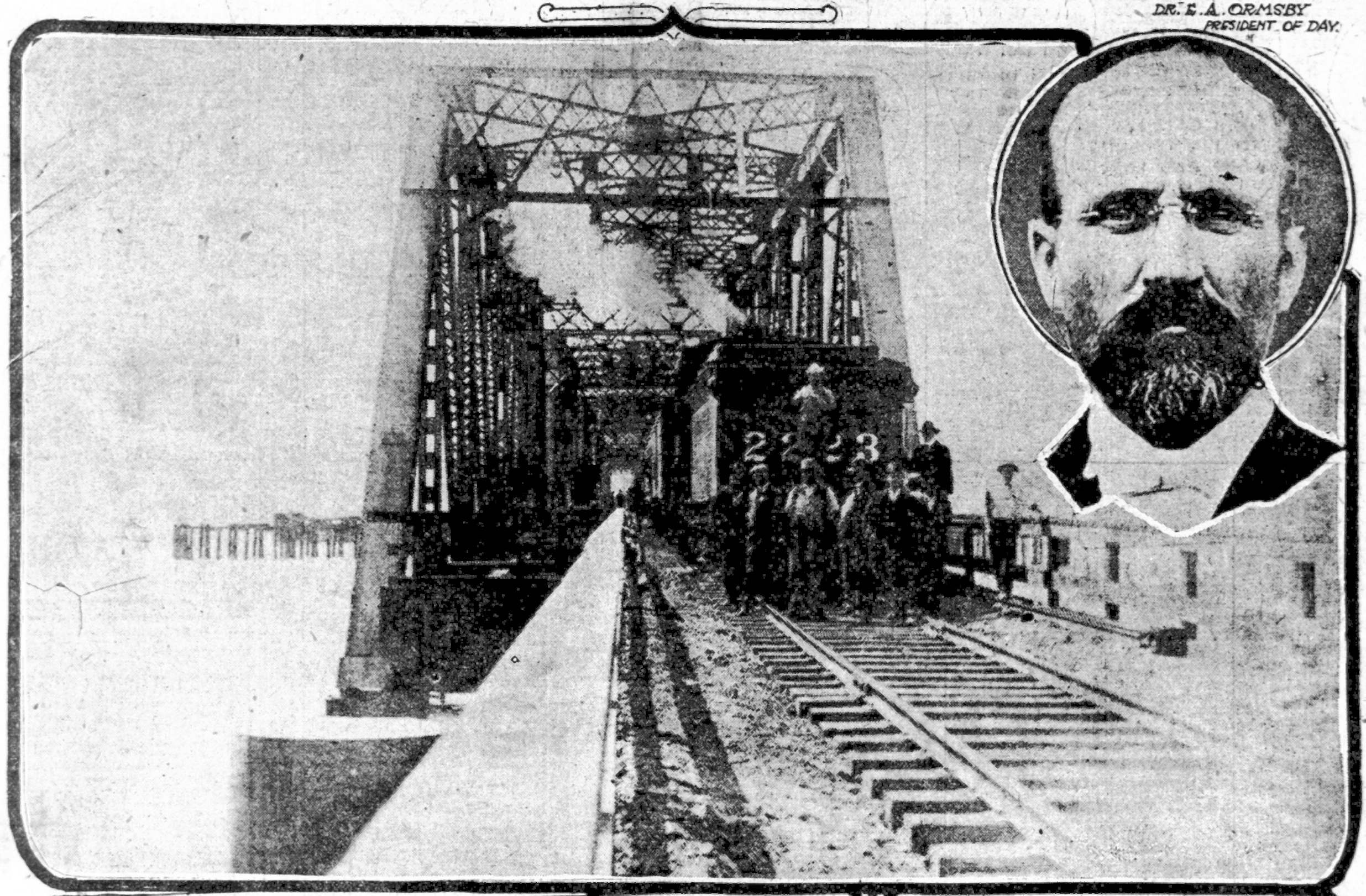
Le premier train de voyageurs traverse le pont ferroviaire de Dumbarton en 1910.

Le pont ferroviaire de Dumbarton a été le premier construit à travers la baie de San Francisco. Le service marchandises a commencé le 12 septembre 1910, alors que le premier train de voyageurs emprunta le raccourci ferroviaire de Dumbarton le 25 septembre 1910. Cette circulation était exceptionnelle, la Southern Pacific souhaitant réserver l'usage de l'infrastructure au trafic marchandises,. Un service voyageurs régulier au départ de Newark a cependant été mis en place en 1911. Le terminus occidental de ce service était Redwood City, où les passagers pouvaient correspondre avec les trains de la ligne San Francisco - San Jose.
L'augmentation du trafic marchandises engendré par l'ouverture de ce pont a conduit certains résidents de Hillsborough à se plaindre de la pollution engendrée par les fumées noires des locomotives.

En mars 1912, le Central California Railway Company a transféré la propriété de tout le raccourci ferroviaire de Dumbarton (de Niles à Redwood City) au Central Pacific (lui-même filiale du Southern Pacific).
Certaines sections en tréteaux de bois ont été remplacées par des structures en béton préfabriqué dans les années 1960 et 1970.
Le dernier train de marchandises a emprunté la ligne en mai 1982.

### Incendie de janvier 1998

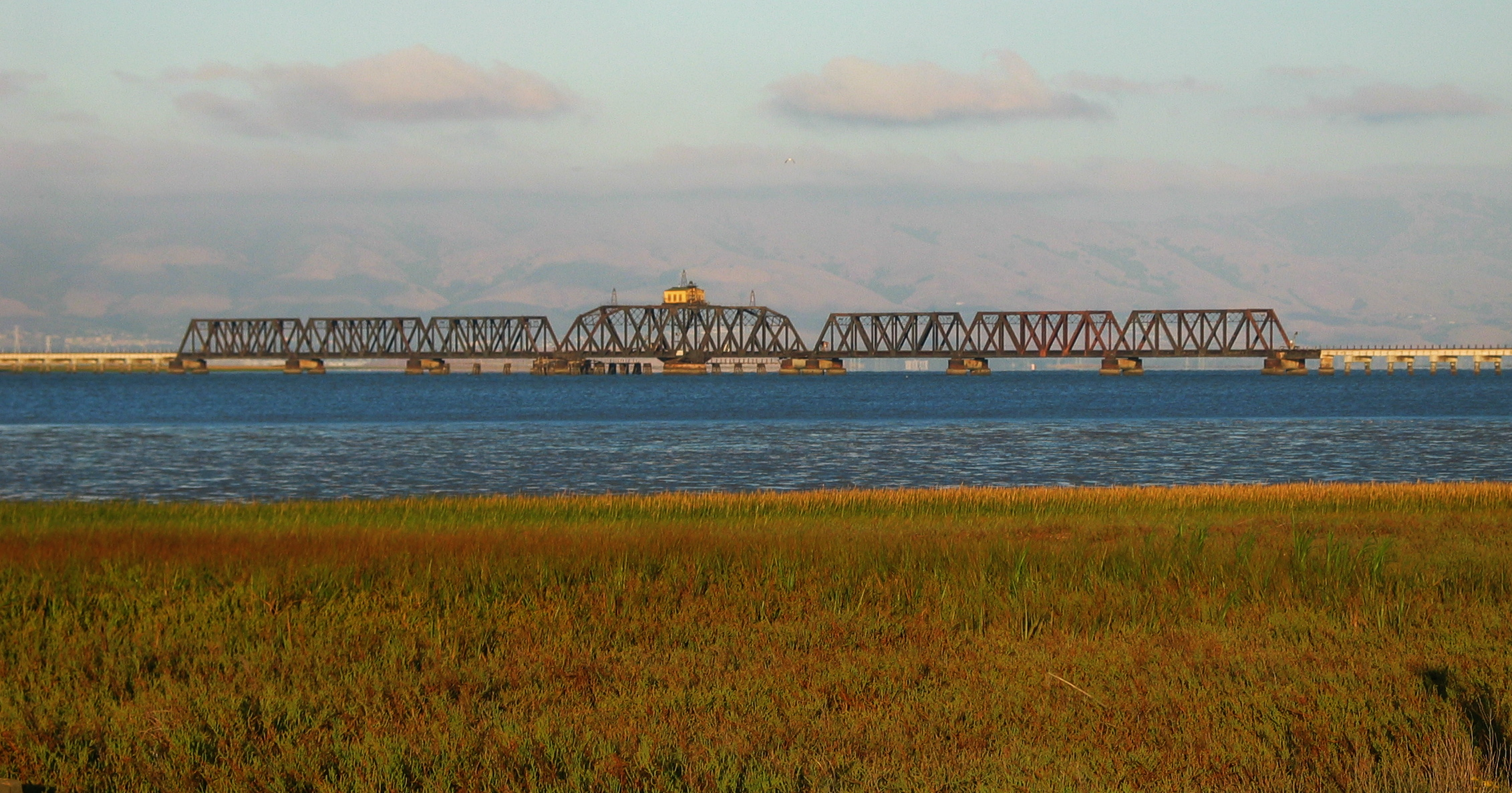
Le pont en 2003.

Juste avant 19 heures, dans la nuit du 3 au 4 janvier 1998, le pont à tréteaux servant d'ouvrage d'approche occidental au pont de Dumbarton, a pris feu. La fumée des bois, traités à la créosote, a nécessité la fermeture du pont routier de Dumbarton dans les deux sens. 
Le feu n'a été éteint que le 4 janvier 1998 à midi, malgré la contribution bienvenue des pluies d'un orage. L'accès au pont était en effet difficile, et les pompiers ont dû utiliser du matériel ferroviaire ainsi qu'un camion-pompe avec un grand réservoir, et développer plus de 1 200 m de lances à incendie, car la marée basses et les zones marécageuses empêchaient l'accès par bateau-pompe. 
Il est soupçonné que l'origine de l'incendie est criminelle, mais cela n'a jamais pu être prouvé. En effet, aucun équipement électrique actif ne se trouvait à proximité du pont et aucun éclair n'a été enregistré à ce moment-là. 
Ayant continué à recevoir des plaintes concernant le fait que l'ouvrage continuait à fumer pendant trois jours, les équipes de secours ont découvert, après des inspections plus approfondies, que le feu continuait à consumer les structures en bois enfouies de 6 à 9 m sous terre,.

### Incendie de juin 2019
Le 2 juin 2019, un feu de brousse, potentiellement criminel, s'est propagé au pont à tréteaux d'approche orientale au pont franchissant le Newark Slough. Comme pour l'incendie de 1998, les pompiers ont rencontré des difficultés à atteindre l'endroit relativement éloigné et l'emploi d'un bateau de lutte contre les incendies a été nécessaire pendant l'intervention.

## Conception du pont
Le pont ferroviaire de Dumbarton est un pont à voie unique, composé de 6 travées à treillis de 180 pieds (55 m) et d'une travée centrale pivotante de 310 pieds (94 m), portant la longueur totale de pont métallique à 1 390 pieds (424 m). 
Chaque travée latérale pèse environ 430 à 440 t. Elles ont été construites sur les rives et transportées par flottaison jusqu'à leur emplacement définitif grâce à l'emploi d'un navire spécialement adapté, le Thoroughfare,.
La travée centrale pivotante pèse environ1 100 à 1 360 t,. Lorsqu'elle est ouverte pour permettre le trafic maritime, elle garantir un chenal navigable de 125 pieds (38 m) de part et d'autre de la pile centrale.
Le pont à tréteaux d'approche orientale mesure 1 002 pieds (305 m) de longueur, alors que celui d'approche occidentale mesurait 5 366 pieds (1 636 m),.
La structure métallique a été conçue pour permettre la mise en place d'une ligne à double voie. Les approches ont été conçues et construites pour permettre la mise en place d'un simple voie unique, car elles ont été achevées avant que ne soit prise la décision de rendre la partie métallique compatible d'une double voie. La travée pivotante a été complétée par des lignes à double voie.
Le pont a été conçu pour permettre une circulation automobile ou équestre sur une plate-forme supérieure. Cette option a en effet été avancée en 1907, avant l'achèvement du pont, mais a été rejetée quelques mois plus tard.
La profondeur de la baie au milieu du chenal était de 50 pieds (15 m) à marée basse moyenne, avec une amplitude moyenne de marée d'environ 6 pieds (2 m) . Les pieux d'essai préliminaires avaient montré que le fond de la rade était couvert d'une épaisseur de boue d'environ 1 m au milieu du chenal et d'environ 5 m sur les rives, surmontant une couche de sable et de gravier de 5 à 6 m d'épaisseur.
Chaque travée en treillis repose sur deux piles cylindriques en béton de 18 pieds (5,5 m) de diamètre à chaque extrémité, sauf là où les travées en treillis rencontrent la travée pivotante. L'interface treillis-travée pivotante est supportée par quatre piles cylindriques en béton de 18 pieds (5,5 m) de diamètre. Le centre de la travée pivotante est soutenu par une pile cylindrique en béton de 40 pieds (12 m) de diamètre reposant sur plus d'une centaine de pieux.

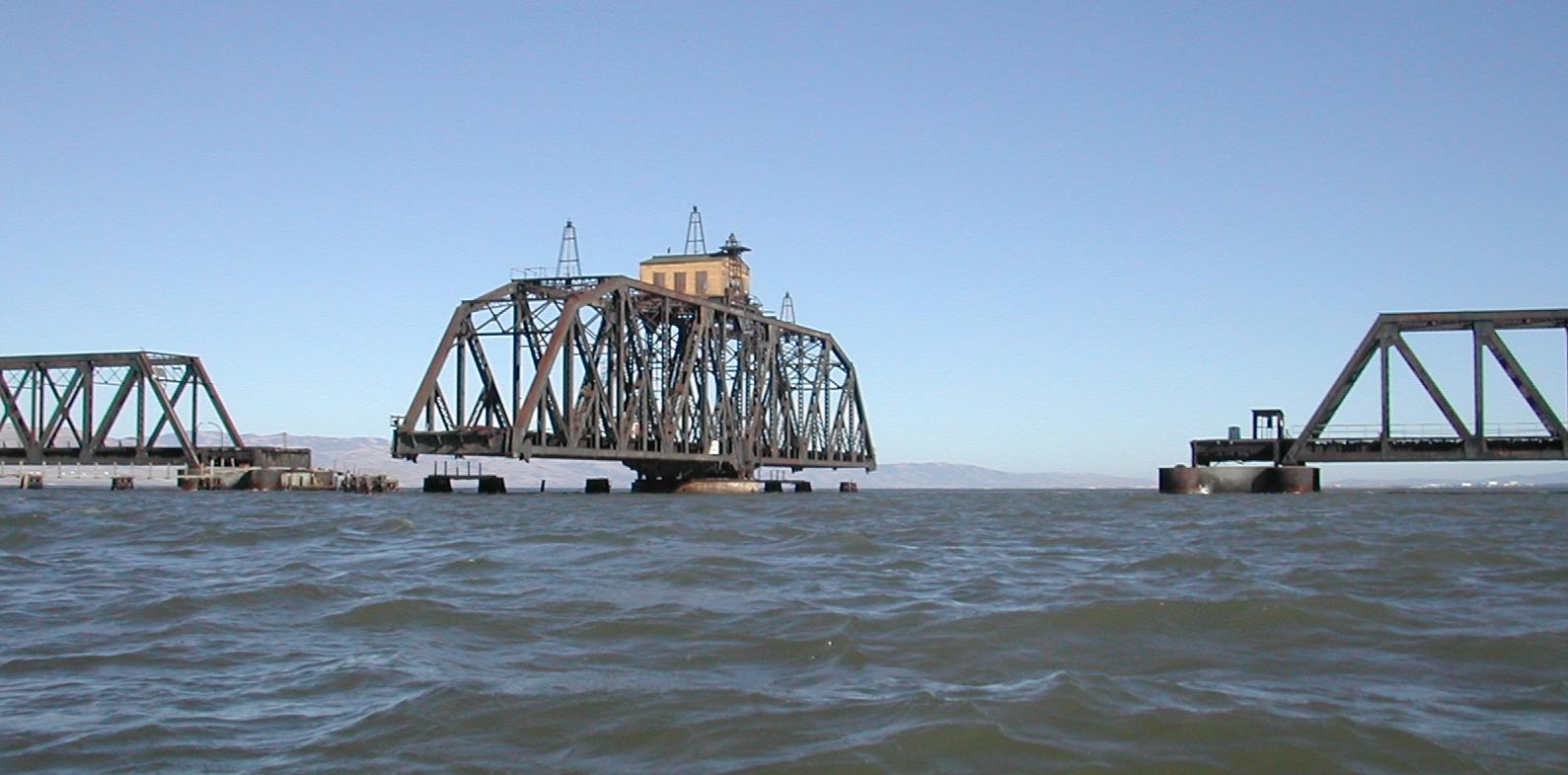
Le pont ferroviaire de Dumbarton en 2007 (vu d'un kayak)

La conception originale du pont prévoyait des approches en ponts à tréteaux jusqu'à la travée pivotante. Cependant, le 21 août 1907, les fondations d'une section de l'ouvrage d'approche oriental, d'une longueur de 120 pieds (37 m), construite à moins de 120 pieds (37 m) de la travée tournante, a été emportée par la marée descendante. La conception du pont a dès lors été modifiée. La première modification proposée était d'élargir les ouvrages d'approche en pont à tréteaux sur une longueur de 200 pieds (61 m) immédiatement à l'est et de 600 pieds (183 m) immédiatement à l'ouest de la travée pivotante en les portant à double voie. Cependant, l'ouvrage ne s'est guère révélé davantage stable à la marée descendante. De ce fait, la conception finale telle que construite a éliminé environ 1 080 pieds (329 m) d'ouvrages en ponts à tréteaux pour y substituer les six travées métalliques de 180 pieds (55 m) de longueur chacune, trois de chaque côté de la travée pivotante.
La travée pivotante franchissant le Newark Slough est similaire à la travée pivotante du pont principal ; les deux sont à travers des travées pivotantes en treillis, les deux sont dimensionnés pour un service à double voie et les deux dispose d'un local permettant leur mise en œuvre au centre de la travée tournante. Le pont de Newark Slough mesure 182 pieds (55 m) de longueur. Ses approches sont en ponts à tréteaux jusqu'aux piles de repos de la travée pivotante, rendant le pont de Newark Slough telle que construit similaire à ce qu'était envisagé être le pont principal avant les modifications de 1907 et l'intégration des six travées métalliques supplémentaires,.
Lorsque le pont ferroviaire de Dumbarton était utilisé, les navires signalaient leur intention de franchir l'ouvrage à l'opérateur, qui démarrait un moteur diesel et faisait tourner le pont en position ouverte sur un grand engrenage. Le pont pouvait s'ouvrir ou se fermer en deux minutes. Le pont a depuis été soudé en position ouverte.

## Projets
Le corridor ferroviaire de Dumbarton est un projet de construction de nouveaux ponts ferroviaires et de nouvelles gares et de réhabilitation de la ligne ferroviaire pour permettre l'ouverture d'un service de train de banlieue reliant Union City, Fremont et Newark à San Francisco et San Jose. 
Ce projet proposerait six trains provenant d'une nouvelle gare intermodale située à Union City. Après avoir traversé les ponts reconstruits du raccourci ferroviaire de Dumbarton, trois d'entre eux se dirigeraient vers le nord jusqu'à San Francisco et les trois autres se dirigeraient vers le sud jusqu'à San Jose, desservant les gares Caltrain existantes. 
Depuis Union City, les trains s'arrêteraient aux gares de Fremont, Newark et Menlo Park/East Palo Alto avant de rejoindre la ligne principale de Caltrain à Redwood City (vers le nord) ou Menlo Park (vers le sud). En fin de journée, ces six trains parcourrait l'itinéraire en sens inverse. Aucune autre liaison, de mi-journée ou de nuit ne ferait partie du service initial. 
Deux stations supplémentaires pourraient être ajoutées à Redwood City (2nd Avenue) et Hayward (Hayward BART) si les prévisions de trafic en justifiait l'utilité.
Début 1994, SamTrans a acheté l'intégralité du raccourci ferroviaire de Dumbarton, de Redwood Junction à Newark Junction, pour 6,9 M$ (12 M$de 2020), avec l'aide d'un prêt de Caltrans. 
Le projet de corridor ferroviaire de Dumbarton ait été presque entièrement financé en 2001 : la Metropolitan Transportation Commission a estimé que le coût total d'investissement lié au projet était de 129 M$ (188,5 M$ de 2020) ; de cela, 91 % avaient été sécurisés ou étaient liés à la perception de taxes locales sur les ventes dans les comtés de San Mateo, Alameda et Santa Clara.
Des études ultérieures,,dont le rapport d'étude du projet de corridor ferroviaire de Dumbarton de 2003, ont identifié plusieurs faiblesses dans l'infrastructure existante, nécessitant des investissements complémentaires. Ainsi, ce rapport proposait de remplacer la travée pivotante du pont ferroviaire de Dumbarton par une nouvelle travée basculante, avec l'option de contrôle à distance depuis le centre d'opérations Caltrain ou le contrôle local. Il proposait également de remplacer la travée pivotante du pont sur le Newark Slough par une travée pivotante à poutres en acier plus simple sous contrôle local, normalement laissée fermée pour donner la priorité au trafic ferroviaire par rapport au trafic maritime. D'autres améliorations proposées comprenaient la construction d'un nouveau pont à quatorze travées sur l'Alameda permettant séparer le trafic de marchandises et de passagers. Ces propositions d'amélioration à l'infrastructure, jugées nécessaires, ont fait grimper le coût du projet de façon spectaculaire. En 2004, le coût total du projet atteignait 277,6 M$ (380,4 M$ de 2020). 
En mars 2004, une mesure régionale, connue sous le nom de RM2 (Regional Measure 2), a été approuvée par les électeurs de la Bay Area. Elle prévoyait d'augmenter les tarifs des péages des ponts de la région d'un dollar. L'augmentation de ressources permise par cette mesure devait profiter, pour 135 M$ (185 M$ de 2020), au projet de corridor ferroviaire de Dumbarton.
En 2008, 91 M$ (109,4 M$ de 2020) de cette ressource RM2 ont été prêtés par Dumbarton Rail Corridor à BART pour des travaux sur l'extension de Warm Springs.
En 2008 cependant, l'estimation du coût du projet de corridor a été actualisée et atteignait 596 M$ (716,4 M$ de 2020), alors que la ressource allouée au projet n'était alors que d'environ 300 M$ (411 M$ de 2020), y compris la contribution liée à RM2. La soutenabilité financière du projet de corridor était donc compromise.
En 2014, une décision de la Metropolitan Transportation Commission transforme le prêt de 91 M$ en subvention. Mais, cette décision suspend de fait le projet de corridor ferroviaire en déprogrammant l'emploi à cette fin des crédits RM2.
Les efforts se poursuivent depuis pour relancer le projet.